# 준쇼인
준쇼인(일본어: 順性院, 1622년(겐나(元和) 8년) - 1683년 9월 19일(덴나(天和) 3년 7월 29일))은 일본 에도 시대의 인물로, 에도 바쿠후 3대 쇼군인 도쿠가와 이에미쓰의 측실이자 고후(甲府)의 재상인 도쿠가와 쓰나시게(徳川綱重)의 생모이며 6대 쇼군 도쿠가와 이에노부의 조모이다. 본명은 나쓰(夏)이다.

## 생애
교토의 조닌(町人)의 딸로 태어났다. 도쿠가와 이에미쓰의 정실인 다카쓰카사 다카코 휘하의 하급 시녀인 오스에(御末)로 오메미에(お目見え) 이하의 낮은 신분이었으나 쇼군이 오오쿠에 들었을 때 목욕 시중을 담당하는 오유도노(御湯殿)에 임명된 뒤 이에미쓰의 눈에 들어 회임하였다.
그러나 쥰쇼인이 회임한 해는 이에미쓰의 액년으로, 이에미쓰는 태어나는 아이가 액운을 타고나지 않도록 누나인 센히메와 상담한 뒤 센히메로 하여금 쥰쇼인 소생의 아이의 양모가 되도록 조치하였다. 이후 쥰쇼인은 센히메의 저택인 다케바시 어전(竹橋御殿)으로 거처를 옮겨 쇼호 원년(1644년) 아들 나가마쓰(長松, 후일의 도쿠가와 쓰나시게)를 출산하였다. 나가마쓰는 이에미쓰의 부친 도쿠가와 히데타다의 아명이다. 딸이 쇼군의 아들을 낳자 쥰쇼인의 아버지 또한 조닌에서 무사로 신분이 상승하고 오카베 시게이에(岡部八左衛門重家), 이후 후지에다 시게이에(藤枝重家)로 개명하였다.
게이안 4년(1651년), 이에미쓰가 사망한 뒤 삭발하고 불교에 귀의하여 쥰쇼인(順性院)으로 개명하였다.
덴나 3년(1683년) 사망하였다.

## 가계
준쇼인의 사후 26년 뒤, 5대 쇼군 도쿠가와 쓰나요시가 후사 없이 사망하자 쥰쇼인의 손자 도쿠가와 이에노부가 6대 쇼군으로 취임하였다. 또한 이에노부의 사후에는 이에노부의 아들이자 쥰쇼인의 증손인 도쿠가와 이에쓰구가 7대 쇼군으로 취임하였다. 이에쓰구는 후사를 남기지 못하고 요절하였으나, 이에노부의 동생인 마쓰다이라 기요타케(松平清武)가 다테바야시 번주(館林藩主)가 되어 이에쓰구를 보필하였다.
준쇼인의 친가인 후지에다(藤枝) 가문은 4,500 석의 하타모토 신분으로 쥰쇼인 사후에도 존속하였으나, 가문의 일원이었던 후지에다 노리나리(藤枝教行)가 유녀(遊女)의 집에서 동반자살한 일이 드러나 지위를 박탈당한 뒤 몰락하였다.

## 같이 보기
- 오오쿠
- 도쿠가와 이에노부